# Distretto di Obertürkheim
Il distretto di Obertürkheim è un distretto di Stoccarda.